# Indice de l'état de la chaussée

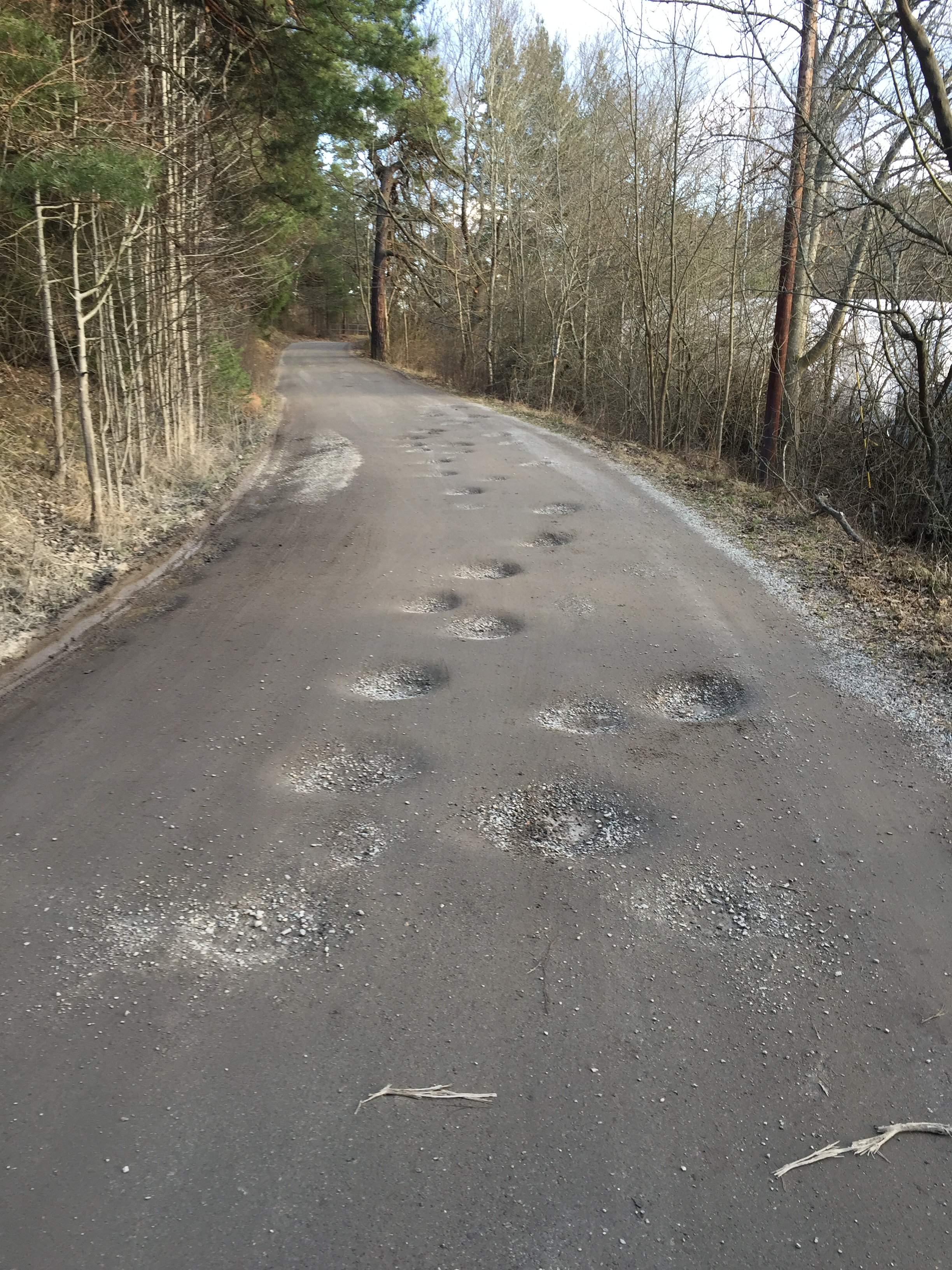
Les nids-de-poule sur une route entraînent un faible PCI

L'indice de l’état de la chaussée (PCI, pour l'anglais pavement condition index) est une façon reconnue pour mesurer l’état des chaussées. Cet indice mesure la qualité du roulement et les manifestations de détérioration des routes. Elle varie entre 0 et 100. Une nouvelle route a un PCI de 100. Elle commence à se dégrader avec le temps et à atteindre 0. Le PCI est largement utilisé dans la modélisation des performances des chaussées,.

## Histoire
L'indice de l'état de la chaussée a été introduit pour la première fois par l'armée américaine,,. De nos jours, la collecte et le calcul du PCI sont normalisés par l'ASTM International dans deux documents: ASTM D6433 et ASTM D5340.

## Méthode de calcul
Tous les défauts de la route doivent être identifiés pour calculer le PCI. Certains des défauts de chaussée les plus importants nécessaires pour le calcul PCI sont les suivants,.
- Flache
- Orniérage
- Fissuration par fatigue
- Nid-de-poule

## Catégorisation
L'ASTM classe les valeurs PCI en sept classes,.
| Gamme de PCI | Classe       |
| ------------ | ------------ |
| 85-100       | Bien         |
| 70-85        | Satisfaisant |
| 55-70        | Juste        |
| 40-55        | Pauvre       |
| 25-40        | Très pauvre  |
| 10-25        | Sérieux      |
| 0-10         | Échoué       |